# Latorre Ágnes
Latorre Ágnes (? –) magyar műfordító.
Az Eötvös Loránd Tudományegyetem Fordító- és Tolmácsképző Tanszékén 2002-ben European Masters in Conference Interpreting (EMCI) képesítést szerzett. A Magyar Műfordítók Egyesületének tagja.

## Műfordításai
- Mario Vargas Llosa: Háború a világ végén (1996)
- Tomás Eloy Martínez: Evita (1997)
- Jorge Luis Borges: Az ős kastély - esszéválogatás (1999) (részletek)
- Jorge Luis Borges: A holdbéli nyúl - válogatás (2000) (részletek)
- Fernando Sorrentino: Hét beszélgetés Jorge Luis Borgesszel (2000)
- A művészet története - A korai román és a román stílus (Szerk. Petz György - Néray Katalin) (2000)
- Isabel Allende: Elmosódó önarckép (2002)
- Isabel Allende: A vademberek nyomában (2003)
- Arturo Pérez-Reverte: A Dél Királynője (2004)
- Murakami Rjú: Nyakig a Miszóban (2004)
- Jason Webster: Duende: a flamenco nyomában (2004)
- Bill Clinton: Életem (2004) (részletek)
- Jung Chang, Jon Halliday: Mao - Az ismeretlen történet (2006) (részletek)
- Arturo Pérez-Reverte: Dobpergés Sevillában (2006)
- Jane Austen: A klastrom titka (2007)
- Carlos Ruiz Zafón: Angyali játszma (2008)
- Mary Balogh: Szerelmi csapda (2009)
- Felix J. Palma: Az idő térképe (2011)
- Carlos Ruiz Zafón: A mennyország fogságában (2012)
- Francesca Ambrogetti, Sergio Rubin: Ferenc pápa - Beszélgetések Jorge Bergoglióval (2013)
- Francisco González Ledesma: Szomszédom a halál (2014)

## Filmek, filmsorozatok
- Ál/Arc
- Manhattanre leszáll az éj
- Vissza a suliba
- A herceg és a színésznő
- Danielle Steel - Családi album
- Halj meg velem!
- Emlékezz a titánokra!
- Millenium
- Öreglányok
- Dinasztia (televíziós sorozat)
- Brooklyn South
- Bárány a nagyvárosban

## Publikációi
- Latorre Ágnes: A szereplők ábrázolása Euclides da Cunha A bozótpuszta és Mario Vargas Llosa Háború a világ végén című regényében. Palimpszeszt Kulturális Alapítvány, 1997. november (8. szám). (Hozzáférés: 2018. március 19.)
- "Más csak levelenként kapja a borostyánt..." kincsek, kultusz, hatástörténet (társszerzők: Rózsafalvi Zsuzsanna, Borbély Mónika), (2017) ISBN 978-963-200-669-7

## Díjak
- 1996-ban – még egyetemi hallgatóként – kapta meg a Magyarországon akkreditált latin-amerikai nagykövetek által alapított díjat a latin-amerikai irodalom terén végzett munkájáért.[3]
- Zoltán Attila-díj (2002)[4]